# Bertil Hagström
Bertil Karl Georg Hagström, född 9 maj 1898 i Stockholm, död 15 november 1956 i Uppsala, var en svensk jurist.
Bertil Hagström avlade studentexamen vid Norra Latinläroverket i Stockholm 1916, filosofie kandidatexamen vid Uppsala universitet 1919 och juris kandidatexamen vid Stockholms högskola 1923. Han blev tillförordnad fiskal i Svea hovrätt 1927, var sekreterare i konstitutionsutskottet vid riksdagarna 1928 och 1929 och blev hovrättsassessor 1932. Han deltog i lagstiftnings- och utredningsarbete i Justitiedepartementet och Kommunikationsdepartementet 1927–1940, bland annat som sekreterare hos vallagstiftningssakkunniga 1933, hos sakkunniga för utredningen om allmänna handlingars offentlighet 1934–1935 och hos 1937 års domsagoutredning samt som ledamot av 1939 och 1944 års sakkunniga för utredningen om allmänna handlingars offentlighet. Han blev tillförordnad revisionssekreterare 1935 och utnämndes till hovrättsråd 1937. Bertil Hagström var borgmästare i Uppsala stad från 1939 till sin död.
Bertil Hagström var son till arkitekten Georg Hagström och dennes hustru Alice Carr. Han gifte sig 1929 med Fanny Björkman, dotter till borgmästaren och riksdagsmannen Gustaf Adolf Björkman och Fanny Claëson. Makarna Hagström är begravda på Norra begravningsplatsen i Solna.